# Cité du train

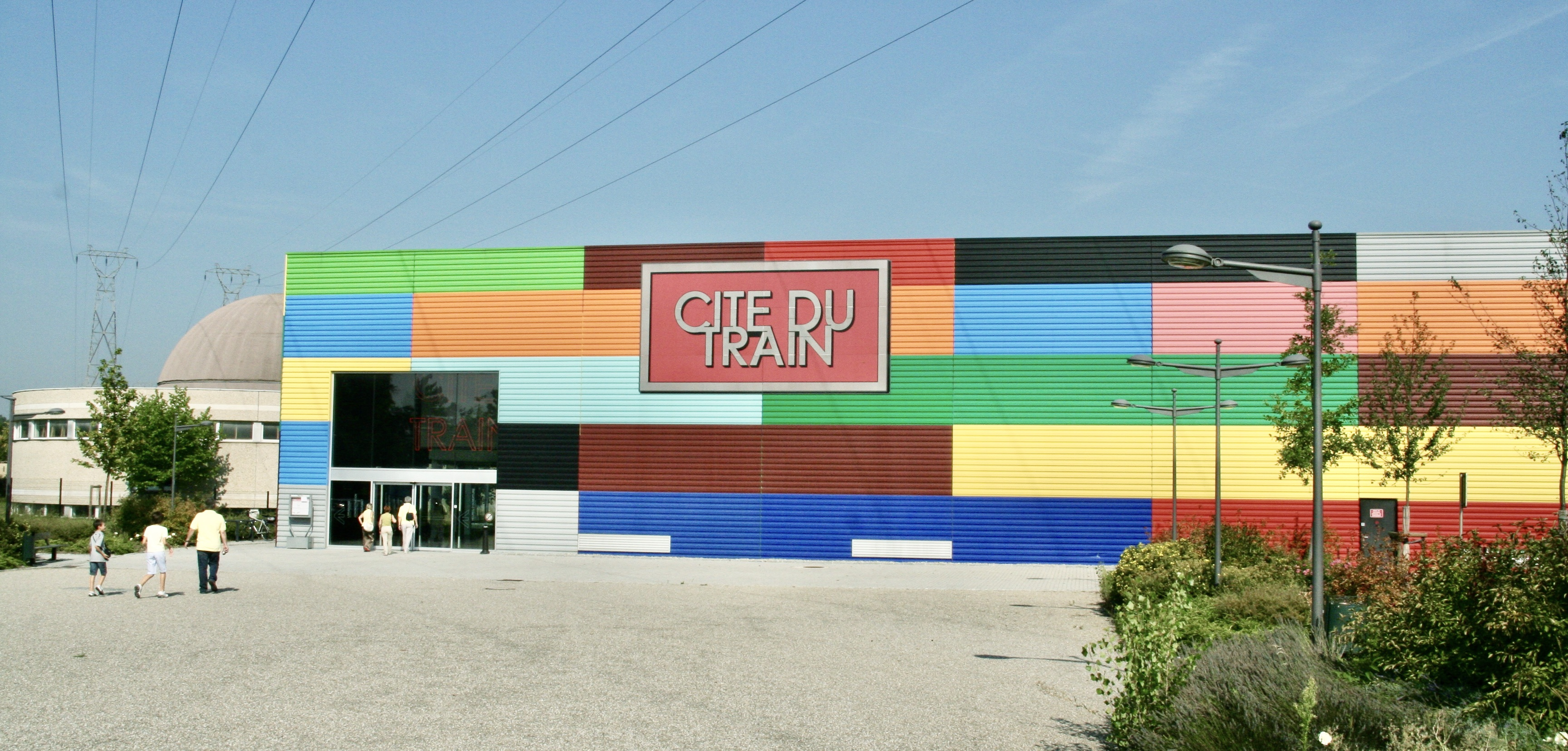
Cité du train.

Cité du train i Mulhouse är det största järnvägsmuseet i Europa. Museet öppnade 1971. 
Det är efterträdaren till musée français du chemin de fer (Nationalmuseet för franska järnvägar), organisationen som ansvarar för bevarandet av SNCF:s viktigaste historiska järnvägsutrustning.